# 河合雅雄
河合 雅雄（かわい まさを、1924年（大正13年）1月2日 - 2021年（令和3年）5月14日）は、日本の霊長類学者、児童文学作家で理学博士。位階は従四位。
兵庫県立丹波の森公苑長、京都大学名誉教授、愛知大学教授、日本モンキーセンター所長（昭和62年）、日本福祉大学生涯教育研究センター名誉所長、兵庫県立人と自然の博物館名誉館長。河合隼雄の兄。著作に『少年動物誌』、『人間の由来』、『河合雅雄の動物記』（筆名は草山万兎（くさやま-まと））などがある。
「今西進化論」で知られる今西錦司の率いる京大霊長類研究グループに学生時代から参加。宮崎県幸島でニホンザルの生態を観察し、サルのイモ洗い行動を発見、世界的に有名になった。後年はゲラダヒヒの社会生態学研究に取り組み、『ゴリラ探検記』(1961年)、『ゲラダヒヒの紋章』(1978年)などを発表。文章家としても知られ、『少年動物誌』(1976年)、『人間の由来』(1992年)のほか、草山万兎という名で児童文学『ジャングル・タイム』(1985年)などを書く。

## 人物・生涯

### 霊長類学者として

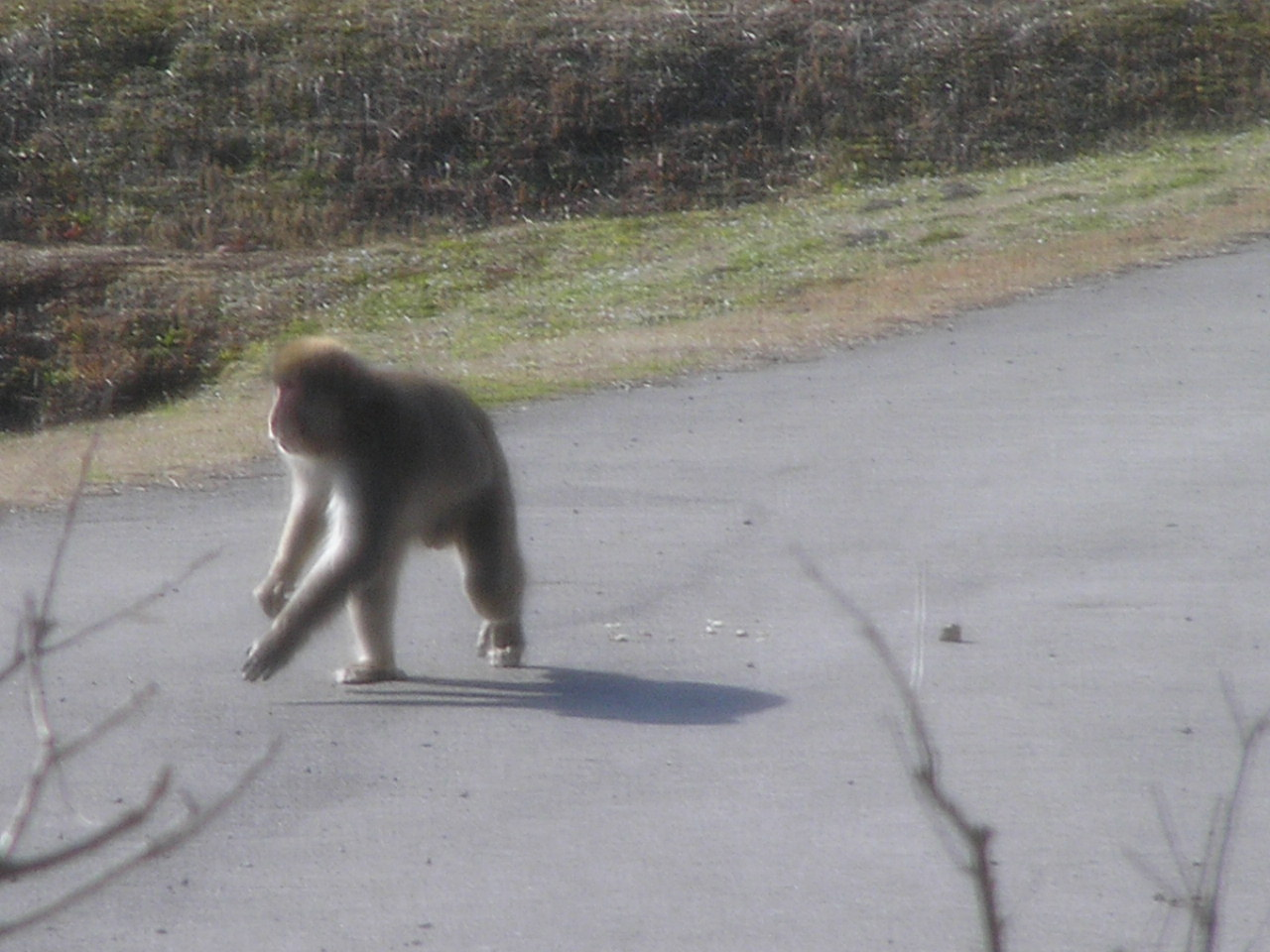
河合が生まれ育った篠山も野生サルをはじめとする野生動物の宝庫であった（写真は篠山市（現：丹波篠山市）で撮影された野生サル）。

兵庫県多紀郡篠山町（現：丹波篠山市）出身。半世紀以上にわたってサルを研究。モンキー博士として知られるサル学の世界的権威。京都大学霊長類研究所所長、日本モンキーセンター所長などを歴任。サルを観察することによって進化の謎をつきとめ、人類の未来を探ることに生涯を捧げ、2016年には「日本及びアフリカにおける霊長類の野外研究―とくに環境適応と社会形成の研究」で学士院エジンバラ公賞受賞。その他、朝日賞、NHK放送文化賞、紫綬褒章などを受賞。
幼少期より多くの動物と接し、のちに宮崎県幸島にてニホンザルの文化的行動を発見。今西錦司門下で日本モンキーセンター設立に関わる。日本モンキーセンターによる類人猿学術調査隊は1958年から1960年にかけて3回の調査を行っているが、その最初の調査対象はゴリラだった。河合は1958年、同センターの設立当初の研究員として第2次ゴリラ学術調査隊に参加した。

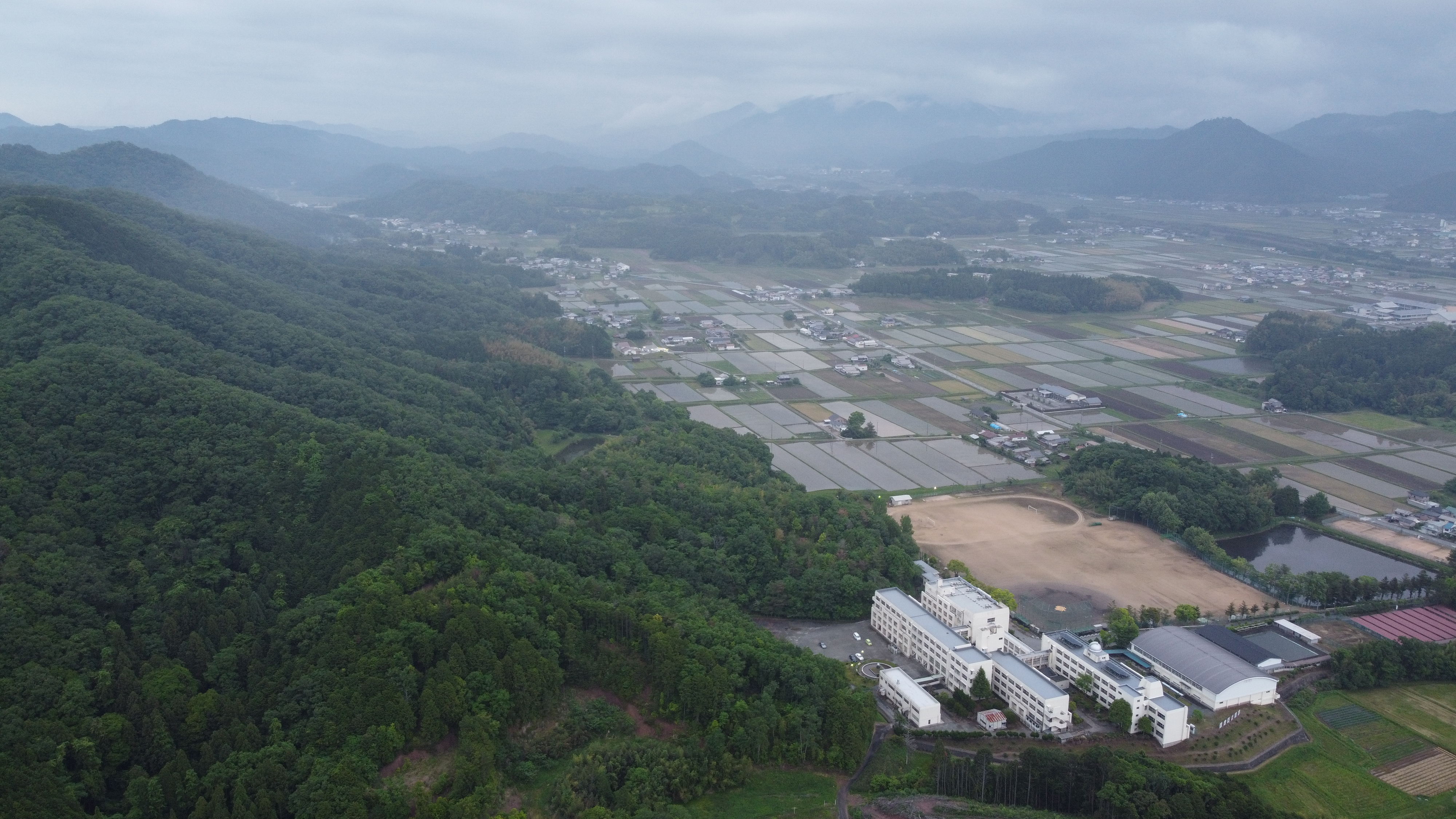
河合が少年期を過ごした兵庫県多紀郡篠山町（現：丹波篠山市）

河合のニホンザルの研究は、アフリカの霊長類の野外調査の基礎となったばかりではなく、霊長類の文化行動研究の基盤ともなり、霊長類の順位の研究の基礎を築いた。またニホンザルの芋洗い行動や小麦の砂金採集方などの文化行動を発見し研究分析を行った。またその文化が社会的に伝承されていくことなどを発見し、そのメカニズムを解明。サルから人間への進化をフリードリヒ・エンゲルスの説いたような「労働起源説」ではなく「遊び起源説」で説いた。1973年5月からの約1年間にわたるアフリカ・エチオピアでのゲラダヒヒを調査した成果が著書『人類進化のかくれ里』である。また、ゲラダヒヒに関しては、立花隆との対談集『サル学の現在』において、音声コミュニケーションや交尾の際、雄雌ともに大声を上げたり、人間同様に前戯も行うことなどそのユニークな行動について語られている。その中で、ゲラダヒヒの調査は驚きの連続であり、それまで考えていたサル社会の秩序についての常識が、次々に崩された思いだと述べている。
基礎研究に弱いとされる日本の学問にあって、サル学は世界的に大変優れた成果を上げている分野であるが、河合の業績はとりわけ高く評価されている。かつて河合はサル学の研究動機について、「戦争が終わってみて、何で人間はこんなバカげたことをするんだろうと思った。こんなことをする人間の人間性というものを、もう一度その大本にまで立ち返って、探ってみようと思った。そのためには、サルまで立ち返って人間性の根源をしらべにゃならんと思った」と述べている。すなわち、その研究動機の根源にあるものは人間に対する深い関心である。1994年1月号の『科学朝日』誌上で立花隆らと対談、「人間も本来は自然の一部なのに反自然的存在になってしまった。そこが他の生物と決定的に違う」と発言した。
2021年5月14日11時47分、老衰のため兵庫県丹波篠山市の自宅で死去。97歳没。死没日をもって従四位に叙される。

### 草山万兎
草山万兎のペンネームで、児童文学、童話も多く書いている。代表作に『ゲラダヒヒの紋章』（1978年）、『河合雅雄の動物記』、『河合雅雄のたまたまうっかり動物園』などがあるが、2018年夏には、94歳にして長編ファンタジー『ドエクル探検隊』（福音館書店）を出版した。内容は動物がしゃべるファンタジーで、河合は「科学者だから、事実を積み上げるのが仕事。だが、科学の力とは別に人間には創造する力もある。それを書いてみたかった」と語った。

### 学歴
- 旧制新潟高等学校卒業
- 1952年 京都大学理学部動物学科卒業
- 1962年 京都大学より理学博士の学位を取得、学位論文の題は「ニホンザルの群れ社会に関する実験的研究」

### 職歴
- 1967年（昭和42年）- 京都大学霊長類研究所助教授
- 1970年（昭和45年）- 京都大学霊長類研究所教授
- 1978年（昭和53年）- 京都大学霊長類研究所所長
- 1985年（昭和60年）- 放送大学客員教授
- 1987年（昭和62年）-
  - 京都大学名誉教授
  - 愛知大学教授
  - 財団法人日本モンキーセンター所長
- 1991年（平成3年）- 日本福祉大学
- 1995年（平成7年）- 兵庫県立人と自然の博物館館長

### 受賞・栄典
- 1969年（昭和44年）- 朝日賞
- 1976年（昭和51年）- 野間児童文学推奨作品賞「少年動物誌」（福音館書店）
- 1990年（平成2年）
  - NHK放送文化賞
  - 紫綬褒章
- 1992年（平成4年）
  - 産経児童出版文化賞「小さな博物誌」（筑摩書房）
  - 毎日出版文化賞「人間の由来」（上・下）（小学館）
- 1993年（平成5年）- 中日文化賞[10]
- 1994年（平成6年）- 東海テレビ文化賞
- 1995年（平成7年）- 勲三等旭日中綬章[11]
- 1997年（平成9年）- 京都府文化賞特別功労賞
- 2001年（平成13年）
  - 地方教育行政功労賞
  - 大同生命地域研究賞
  - 産経児童出版文化賞（推奨作品賞）「河合雅雄の動物記（3）大草原のウサギとネコの物語」
- 2002年（平成14年）- 篠山市名誉市民
- 2003年（平成15年）- 兵庫県勢高揚功労賞
- 2004年（平成16年）- 日本学士院エジンバラ公賞、犬山市名誉市民[12]
- 2021年（令和3年）- 従四位

## 周辺事項

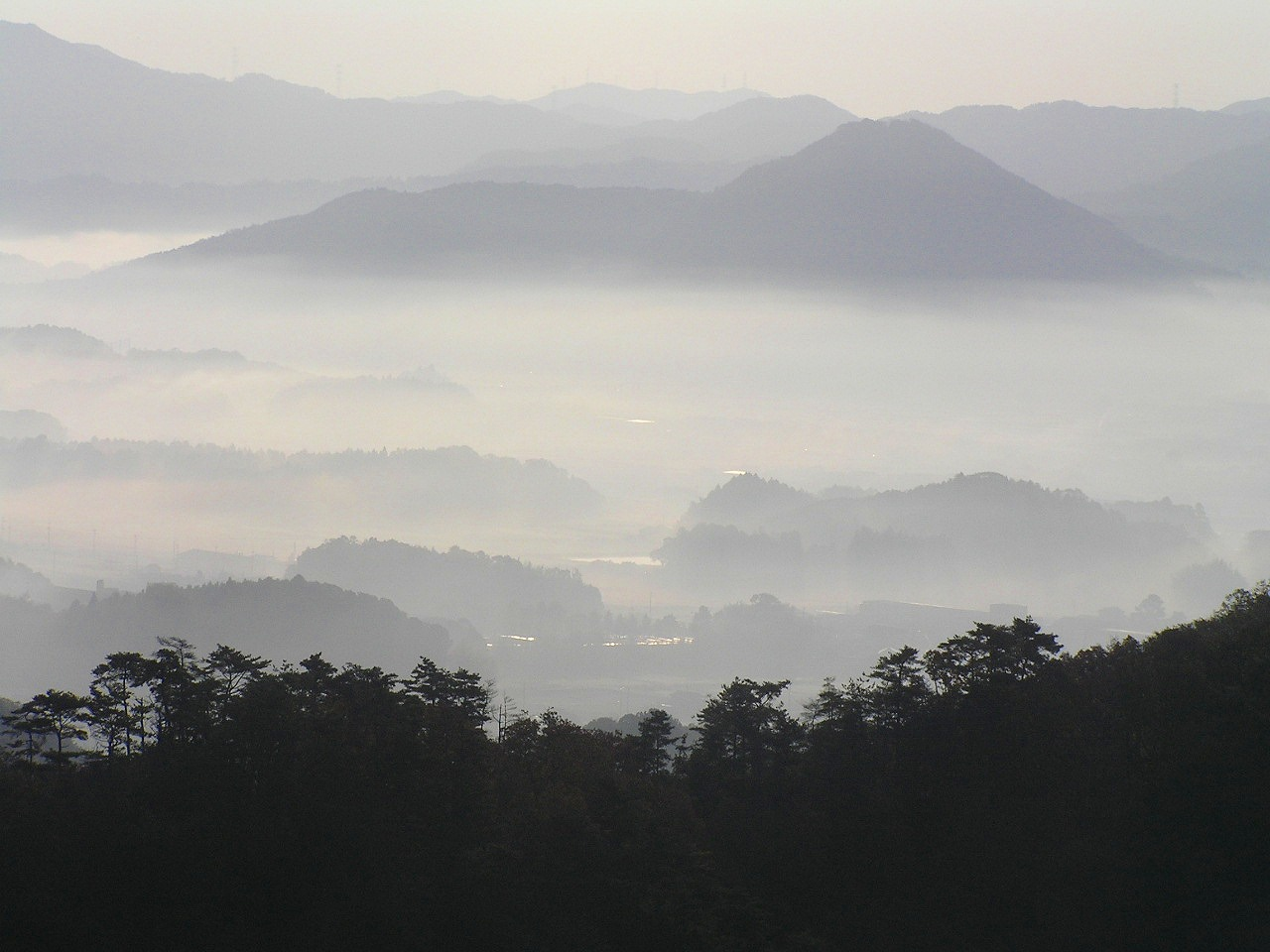
河合雅雄の故郷、丹波篠山市（篠山盆地）少年時代に篠山で自然とのふれあいをたくさん持てたことが、困難を乗り越える原動力になったという。

河合兄弟を育んだ篠山は周囲を山に囲まれた盆地にある城下町である。当時の篠山は、多種多様な生き物や植物など豊かな生態系に恵まれた自然豊かな土地であった。河合は幼い頃、小児結核にかかり病弱だったが、野山を駆け回る少年だった。河合は自然とのふれあいをたくさん持てたことが、困難を乗り越える原動力になったという。河合は、丹波地方で兵庫県が進める「丹波の森構想」の公苑長、隣接市にある兵庫県立人と自然の博物館の館長などを務め、里山復興と子どもの自然教育に力を注いだ。

### 河合家
河合雅雄は7人の男兄弟の三男であり、長男・仁は外科医、次男・公は内科医、四男・迪雄は歯科医、五男・隼雄は臨床心理学者（京都大学教育学部名誉教授）、六男・逸雄は脳神経学者（京都大学医学部元助教授）である。
甥に臨床心理学者の河合俊雄（京都大学こころの未来研究センター教授）、法社会学者の河合幹雄（桐蔭横浜大学法学部教授）、工学者の河合一穂（京都大学国際融合創造センター元非常勤研究員）、歯科医の河合峰雄（日本歯科麻酔学会理事）などがいる。

## 著書
- 『ゴリラ探検記：赤道直下アフリカ密林の恐怖』（1961 光文社カッパ・ブックス）講談社学術文庫 1977
- 『ニホンザルの生態』（1965 河出書房新社）のち文庫
- 『少年動物誌』平山英三画（1975 福音館書店）のち文庫
- 『人類誕生のなぞをさぐる：アフリカの大森林とサルの生態』（1977 大日本図書）
- 『ゲラダヒヒの紋章』草山著、花輪和一 画（1978 福音館書店）
- 『森林がサルを生んだ 原罪の自然誌』（1979 平凡社）のち講談社文庫、朝日文庫
- 『サルの目ヒトの目』平凡社, 1980.4 のちライブラリー
- 『ろくろっ子』草山万兎 文、小学館 1981.3
- 『サバンナの二つの星』藪内正幸 画（草山万兎 1982 福音館書店）
- 『霊長類学の招待』（1984 小学館）
- 『人類進化のかくれ里 ゲラダヒヒの社会』平凡社 1984.10
- 『ゲラダヒヒ けんかぎらいのサルたち』（ジュニア写真動物記）平凡社 1984.9
- 『ジャングルタイム』おぼまこと 絵（草山万兎 1985 理論社）
- 『ニホンザル 子どもは文化の発明者』（ジュニア写真動物記）平凡社 1985.6
- 『望猿鏡から見た世界』文化出版局 1986.1 のち朝日文庫
- 『どうぶつの手と足 クイズ』（みるずかん・かんじるずかん<金の本>）藪内正幸 え、福音館書店 1987.10
- 『学問の冒険』佼成出版社, 1989.7 のち岩波書店・同時代ライブラリー、岩波現代文庫
- 『人類以前の社会学―アフリカに霊長類を探る』河合雅雄退官記念事業委員会共著（1990 教育社）
- 『子どもと自然』（1991 岩波新書）
- 『森の歳時記』平凡社 1990.12
- 『小さな博物誌』（1991 筑摩書房・ちくまプリマーブックス 産経児童出版文化賞）のち小学館文庫
- 『人間の由来』上・下（1992 小学館 毎日出版文化賞）
- 『サルからヒトへの物語』小学館, 1992.12 のちライブラリー
- 『サルからヒトへの進化』（NHK人間大学）日本放送出版協会 1995.1
- 『河合雅雄のたまたまうっかり動物園 1（星から来たペンギンの話）』草山万兎 作、高畠純 絵、小学館 1995.12
- 『河合雅雄のたまたまうっかり動物園 2（サッカー選手アルマジロの話）』草山万兎 作、高畠純 絵、小学館 1996.2
- 『河合雅雄のたまたまうっかり動物園 3（ボルネオ島の猿人の話）』草山万兎 作、高畠純 絵、小学館 1996.3
- 『河合雅雄著作集』全13巻（1996-98 小学館）
- 『河合雅雄の動物記 (1) ゲラダヒヒの星』（草山万兎 1997 フレーベル館）
- 『河合雅雄の動物記 (2) カワウソ流氷の旅』（2000 フレーベル館）
- 『ユカの花物語：たすけあう、植物と動物たち』永田萌絵（2000 小学館）
- 『河合雅雄の動物記 (3) 大草原のウサギとネコの物語』（2001 フレーベル館）
- 『森に還ろう：自然が子どもを強くする』（2003 小学館）「サル学者の自然生活讃歌 森に還ろう」小学館文庫
- 『河合雅雄の動物記 (4) 三羽の子ガラス』（2005 フレーベル館）
- 『森のイノシシ王ダイバン（河合雅雄の動物記 5）』草山万兎 作、金尾恵子画、フレーベル館 2007.4
- 『極北をかけるトナカイ（河合雅雄の動物記 6）』 草山万兎 作、金尾恵子 画、フレーベル館 2008.12
- 『人間』（考える絵本）あべ弘士絵、大月書店 2009.7
- 『子ゾウ・ロッドの冒険（河合雅雄の動物記 7）』草山万兎 作、金尾恵子 画、フレーベル館 2011.8
- 『河合雅雄の動物記 8 ひとりザルのマックとフータ』金尾恵子 画、草山万兎 作、フレーベル館 2014.7
- 『ドエクル探検隊』（2018、福音館書店）

### 共編著
- 『世界のサル』岩本光雄、吉場健二共著、毎日新聞社 1968
- 『動物と人間』沢田允茂共著、思索社 1980.5
- 『日本人の精神構造に今なにが起こっているか』山本七平、斎藤茂太、森本哲郎共著、講談社 1983
- 『霊長類学への招待 サルからヒトへの進化をめぐって』編、小学館創造選書 1984.8
- 『動物の行動』編著（放送大学教材）放送大学教育振興会 1985.3
- 『アフリカからの発想 文化と進化の接点』編、小学館創造選書 1985.4
- 『進化の隣人 サルとの対話』編、毎日新聞社 1992.10
- 『ことばの野性をもとめて こども ことば 物語』本田和子、鶴見俊輔、村田栄一共著、筑摩書房 1992
- 『動物と文明』埴原和郎共編 講座・文明と環境 第8巻 朝倉書店 1995.7
- 『ひとはなぜ愛するのか』谷村志穂共著、東京書籍 1998.11
- 『ふしぎの博物誌 動物・植物・地学の32話』編、中公新書 2003.1
- 『神仏のかたち（梅原猛「神と仏」対論集 第1巻）』山折哲雄、長谷川公茂共著、角川学芸出版 2006.2
- 『動物たちの反乱 増えすぎるシカ、人里へ出るクマ』林良博共編著、PHPサイエンス・ワールド新書 2009.11
- 『宮沢賢治の心を読む』1-4 草山万兎 著、童話屋 2011-18

### 訳書
- ジェーン・グドール『森の隣人 チンパンジーと私』平凡社 1973 のち朝日選書
- エトキン『動物の社会行動 魚からヒトまで』大沢秀行共訳、思索社 1980.11
- アラン・グドール『ゴリラ 森の穏やかな巨人』藤永安生共訳、草思社 1984.2
- ムウェニエ・ハディシ 文、アドリエンヌ・ケナウェイ 絵『あつがりカバ』草山万兎訳、西村書店 1988.8
- ムウェニエ・ハディシ 文、アドリエンヌ・ケナウェイ 絵『くいしんぼうシマウマ』草山万兎訳、西村書店 1988.9
- エレノア・シュミット 絵と文『水の旅』草山万兎訳、西村書店 1990.9
- ウィリアム・ジャスパソン文 チャック・エッカート絵『森はだれがつくったのだろう?』童話屋 1992
- ムワリム 文、アドリエンヌ・ケナウェイ 絵『おおいびきのツチブタ』草山万兎訳、西村書店 1992.6
- ジェーン・グドール文、アラン・マークス絵『森にうまれた愛の物語 野生のチンパンジーのなかまたち』講談社の翻訳絵本 1998.11

### 論文
- CiNii>河合 雅雄

### 映画化された作品
- 映画『森の学校』 - 三浦春馬